# 青海省人民委员会
青海省人民委员会是1954年12月至1967年3月间中华人民共和国青海省的省级国家行政机关。

## 历任领导

### 青海省一届人大期间
- 任期：1954年12月－1958年6月
- 省长：孙作宾 → 孙君一（代，1958年3月－1958年6月）
- 副省长：喜饶嘉措（－1958年3月）、马辅臣、张国声 (－1958年3月）、扎喜旺徐、孙君一（－1956年8月）、薛克明（1956年8月－）

### 青海省二届人大期间
- 任期：1958年7月－1963年12月
- 省长：袁任远（－1962年6月） → 王昭（代，1962年8月－1963年12月）
- 副省长：喜饶嘉措（－1963年12月）、孙君一（－1962年7月）、薛克明（－1962年7月）、张国声（－1959年8月）、高克亭（－1962年7月）、张毅忱（－1959年11月）、李芳远、扎喜旺徐（－1962年12月）、马辅臣（－1963年12月）、孟昭亮（1959年11月－1962年11月）

### 青海省三届人大期间
- 任期：1963年12月－1967年3月
- 省长：王昭
- 副省长：喜饶嘉措（－1965年11月）、高克亭、李芳远、冀春光、韩明、张晓东、马辅臣、才学（1965年11月－）